# すずらん (フェリー・2代)
すずらんは、新日本海フェリーおよび東京九州フェリーが運航しているフェリー。船名は北海道を代表する花であるスズランから。同社の船隊でスズランに由来する船名は、第1船のすずらん丸から数えて5代目である。

## 概要
先代のすずらん・すいせんの代船として、僚船のすいせんと共に三菱重工業長崎造船所で建造された。香焼工場でフェリーが建造されるのは本船が初で、2隻同時建造、2隻同時の進水命名式実施も初であった。2012年6月29日に新日本海フェリーに引き渡され、7月1日、苫小牧東港発の南行便で敦賀～苫小牧東港航路に就航した。
2003年に建造されたはまなす・あかしあの準同型船で全長、全幅などは同一である。推進器は引き続きCRPポッド推進を採用しているが、航海距離と所要時間のバランスから航海速力は27.5ノットと抑えられている。環境性能が強化されており、先代のすずらん・すいせんと比較して二酸化炭素排出量を25パーセント、窒素酸化物排出量を40パーセント削減した。一方でトラック積載能力は30パーセント増加したほか、2等船室を全て寝台化、露天風呂を設置するなど旅客設備も強化されている。工期短縮のため船体ブロックを大型化しており、船体ブロック数は設計のベースとなったはまなす・あかしあの146ブロックから68ブロックへ半減した。
2020年のドック入り時にはSOxスクラバーを搭載しファンネルが大型のものに交換され、胴体の「Shin Nihonkai」のロゴが東京九州フェリーの船舶と同じ「Cruising Resort」に書き換えられた。
2022年11月1日から2023年5月6日まで東京九州フェリーの「はまゆう」「それいゆ」と入れ替わりで姉妹船「すいせん」と共に新門司～横須賀航路にて運航している。

## 船体
「大自然に包まれるかのような開放感と落ち着きのある船内」をデザインコンセプトとしている。

### 船室
2等船室の大部屋は右舷の一部を除き、階段付きの2段寝台を主としたものに変更された。その後2023年に29人定員の右舷和室「ツーリストA・J」部分を用い、「ステートルーム・ウィズペット」3室を設置し全室寝台式としている。
| クラス                                 | フロア | ベッド種別              | 部屋数 | 定員               | 設備                                                                       |
| -------------------------------------- | ------ | ----------------------- | ------ | ------------------ | -------------------------------------------------------------------------- |
| スイートルーム 「Grace」 「Trocadero」 | 6F     | ツイン                  | 2室    | 2名                | バス・シャワートイレ・洗面所・テレビ・ DVDデッキ・冷蔵庫・ロッカー・テラス |
| ジュニアスイート                       | 6F     | ツイン                  | 2室    | 2名                | バス・シャワートイレ・洗面所・テレビ・ DVDデッキ・冷蔵庫・ロッカー・テラス |
| デラックスルームA                      | 6F     | ツイン                  | 19室   | 2名                | バス・シャワートイレ・洗面所・テレビ・ 冷蔵庫・ロッカー・テラス            |
| デラックスルームA                      | 6F     | 和室                    | 6室    | 3名                | バス・シャワートイレ・洗面所・テレビ・ 冷蔵庫・ロッカー・テラス            |
| ステートルームA                        | 5F     | ツイン                  | 36室   | 2名                | 洗面所・シャワートイレ・テレビ・ 冷蔵庫・ロッカー                          |
| ステートルームA                        | 5F     | 和室                    | 20室   | 3名                | 洗面所・シャワートイレ・テレビ・ 冷蔵庫・ロッカー                          |
| ステートルームA                        | 5F     | 2段ベッド               | 16室   | 4名                | 洗面所・シャワートイレ・テレビ・ 冷蔵庫・ロッカー                          |
| ステートルームA                        | 4F     | ツイン （ウィズペット） | 3室    | 2名                | 洗面所・シャワートイレ・テレビ・ 冷蔵庫・ロッカー                          |
| ツーリストS                            | 4F     | ベッド                  | 2室    | 12名               | 荷物棚・テレビ                                                             |
| ツーリストA                            | 4F     | ベッド                  | 19室   | 10名×14室 26名×5室 | 荷物棚                                                                     |
| ドライバー室                           | 4F     | ベッド                  | 5室    | 8名                | サロン・荷物棚・テレビ                                                     |
| ステートH                              | 4F     | ツイン                  | 1室    | 2名                | バリアフリー対応個室                                                       |
| デラックスH                            | 4F     | ツイン                  | 1室    | 2名                | バリアフリー対応個室                                                       |

### 船内設備
供食・物販設備
- グリル「マルゴー」（5F）
- レストラン「プロヴァンス」（5F）
- カフェ「トリアーノ」（5F）
- ドライバーズレストラン（5F）
- ショップ（4F）
- 自販機コーナー（4F）
- カップ麺コーナー（4F）

入浴設備
- 大浴場・露天風呂・サウナ（6F）
- バリアフリー浴室（4F）
- ドライバー浴室（4F）

オープンスペース
- エントランス（4F）
- プロムナード（5F）
- フォワードサロン「ラルクアンシエル」（5F）
- オープンデッキ（5F）
- ドッグフィールド（4F 冬季閉鎖）

娯楽設備
- コンファレンスルーム（6F）
- ゲームコーナー（6F）
- スポーツルーム（6F）
- アミューズボックス（5F カラオケ、DVD鑑賞）
- チルドレンルーム（4F）

## 事故・インシデント

### さんふらわあだいせつ火災における救助活動
2015年8月31日17時15分頃、苫小牧港南方沖約55kmを航行中のさんふらわあ だいせつ（商船三井フェリー）の車両甲板で火災が発生した。
北航便で運航中だった本船は、第1管区海上保安本部の要請を受け現場海域で停船、シルバークイーン（シルバーフェリー）、北王丸（川崎近海汽船）など他社船と協力して救助活動を実施、行方不明者1名を除く総員退船した乗員乗客93名のうち33名を収容、約2時間遅れで苫小牧東港へ到着した。